# Luceria roseocinnamomea
Luceria roseocinnamomea är en fjärilsart som beskrevs av Rothschild 1916. Luceria roseocinnamomea ingår i släktet Luceria och familjen nattflyn. Inga underarter finns listade i Catalogue of Life.